# منتخب الصومال لكرة القدم
منتخب الصومال لكرة القدم (بالصومالية: Xulka qaranka Soomaaliya) الملقب بنجوم المحيط وهو المنتخب الوطني في الصومال ويديره اتحاد الصومال لكرة القدم الذي يعتبر عضو في الاتحاد الأفريقي لكرة القدم والاتحاد العربي لكرة القدم . لم يسبق له التأهل إلى كأس العالم . قرر الاتحاد الدولي لكرة القدم منع إقامة المباريات الدولية في الصومال بسبب الحرب الأهلية . جميع مبارياته في تصفيات كأس العالم وأفريقيا والعرب تقام خارج بلده .

## سجل كأس العالم
- 1930 إلى 1978 - لم يشارك
- 1982 -  لم يتأهل
- 1986 إلى 1998 - لم يشارك
- 2002 إلى 2014 -  لم يتأهل

## سجل كأس الأمم الأفريقية
- 1957 إلى 1972 - لم يشارك
- 1974 - لم يتأهل
- 1976 - لم يشارك
- 1978 - لم يتأهل
- 1980 إلى 1982 - لم يشارك
- 1984 إلى 2010 - لم يتأهل
- 2012 - لم يشارك

## وصلات خارجية
- قائمة بيانات المنتخب من الموقع الرسمي للفيفا باللغة العربية